# Negara Ratu (Natar)
Negara Ratu is een bestuurslaag in het regentschap Lampung Selatan van de provincie Lampung, Indonesië. Negara Ratu telt 11.935 inwoners (volkstelling 2010).